# Tarphyscelis cirrhozona
Tarphyscelis cirrhozona is een vlinder uit de familie van de stippelmotten (Yponomeutidae). De wetenschappelijke naam van de soort werd in 1921 gepubliceerd door Edward Meyrick.